# Маскайка
Маскайка — река в России, протекает по Чебаркульскому району Челябинской области. Устье реки находится в 2,5 км по правому берегу реки Камбулат. Длина реки составляет 10 км.

## Данные водного реестра
По данным государственного водного реестра России относится к Иртышскому бассейновому округу, водохозяйственный участок реки — Увелька, речной подбассейн реки — Тобол. Речной бассейн реки — Иртыш.
Код объекта в государственном водном реестре — 14010500112111200001070.